# Окренґлиця (Великопольське воєводство)
Окренґлиця (пол. Okręglica) — село в Польщі, у гміні Кавенчин Турецького повіту Великопольського воєводства.
Населення — 50 осіб (2011).
У 1975-1998 роках село належало до Конінського воєводства.

## Демографія
Демографічна структура станом на 31 березня 2011 року:
|          | Загалом | Допрацездатний вік | Працездатний вік | Постпрацездатний вік |
| -------- | ------- | ------------------ | ---------------- | -------------------- |
| Чоловіки | 22      | 3                  | 16               | 3                    |
| Жінки    | 28      | 10                 | 11               | 7                    |
| Разом    | 50      | 13                 | 27               | 10                   |